# Jan Monchaux
Jan Monchaux (Blois, 4 de junho de 1978) é um aerodinamicista franco-germânico que atualmente ocupa o cargo de diretor técnico de monopostos da Federação Internacional de Automobilismo (FIA).

## Carreira
Monchaux se formou em aeronáutica na Escola Nacional Superior de Aeronáutica de Toulouse e também pelo Imperial College London.
Monchaux iniciou sua carreira na Fórmula 1 em 2002, quando começou a trabalhar para a equipe Toyota Racing, onde atuou como líder de aerodinâmica até 2009, focando seus trabalhos na antiga base da equipe em Colônia, na Alemanha.
Entre janeiro de 2010 e dezembro de 2012, Monchaux trabalhou na Ferrari, também como um dos líderes do departamento de aerodinâmica da equipe italiana. No início de 2013, ele foi para a Audi Sport, onde ficou responsável pelo departamento de aerodinâmica e permaneceu até ter anunciada, em abril de 2018, sua transferência para a equipe de Fórmula 1 da Sauber (que já era patrocinada pela Alfa Romeo e, que, foi transformada na equipe Alfa Romeo Racing em fevereiro de 2019) anunciou a contratação de Monchaux como seu novo chefe de aerodinâmica.
Em 17 de julho de 2019, a Alfa Romeo anunciou que Monchaux substituiria Simone Resta como seu diretor técnico a partir de 1 de agosto. Em 7 de junho de 2023, a Alfa Romeo anunciou que James Key se juntaria à equipe como seu novo diretor técnico em 1 de setembro daquele ano. Posteriormente, a equipe informou que Monchaux iria assumir outra posição dentro do time no futuro.
Em 13 de fevereiro de 2024, Monchaux foi anunciado como diretor técnico de monopostos da Federação Internacional de Automobilismo (FIA), que o verá trabalhando em questões técnicas atuais e futuras da Fórmula 1. Com ele se reportando a Nikolas Tombazis, diretor de monopostos da FIA.